# Síndrome de Loeys-Dietz
La síndrome de Loeys–Dietz (SLD) és un trastorn autosòmic dominant del teixit connectiu. Té característiques similars a la síndrome de Marfan i a la síndrome d'Ehlers-Danlos. El trastorn està marcat per aneurismes a l'aorta, sovint en nens, i l'aorta també pot patir una dissecció sobtada a les capes debilitades de la paret. Els aneurismes i disseccions també poden aparèixer en artèries diferents de l'aorta. Com que els aneurismes en els nens solen trencar-se precoçment, els nens corren un risc més gran de morir si no s'identifica la síndrome. La cirurgia per reparar els aneurismes aòrtics és essencial per al tractament.
Hi ha cinc tipus de síndrome, etiquetats de l'I al V, que es distingeixen per la seva causa genètica. El tipus 1, el tipus 2, el tipus 3, el tipus 4 i el tipus 5 són causats per mutacions en TGFBR1, TGFBR2, SMAD3, TGFB2 i TGFB3 respectivament. Aquests cinc gens que codifiquen els factors de creixement transformant tenen un paper en la senyalització cel·lular que promou el creixement i el desenvolupament dels teixits del cos. Les mutacions d'aquests gens provoquen la producció de proteïnes sense funció. Les cèl·lules de la pell dels individus amb l'SLD no són capaços de produir col·lagen (la proteïna que permet que les cèl·lules de la pell siguin fortes i elàstiques). Això fa que aquests individus siguin susceptibles a diferents estrips de les fàscies com les hèrnies. Tot i que el trastorn té un patró autosòmic d'herència, aquest trastorn resulta d'una nova mutació gènica en el 75% dels casos i es produeix en persones sense antecedents del trastorn en la seva família. En altres casos, s'hereta d'un progenitor afectat.
La síndrome de Loeys–Dietz va ser identificada i caracteritzada pels genetistes pediatres Bart Loeys i Harry "Hal" Dietz a la Universitat Johns Hopkins el 2005.